# 杭长客运专线
杭长客运专线，又称沪昆高铁杭长段，是中国一条运营中的连接浙江省杭州市与湖南省长沙市的高速铁路，是沪昆高速铁路组成部分。
杭长客运专线正线全长921.426公里，联络线（单线）全长69.193公里，杭州枢纽新建杭州至萧山正线17.044公里。于2009年12月开工，2014年12月10日全线建成通车，乘高铁从杭州到南昌最快为2小时14分，到长沙最快为3小时36分，车次均为G85/6。

## 概况
杭长客运专线自东向西共设杭州东、杭州南、诸暨、义乌、金华、龙游、衢州、江山、玉山南、上饶、弋阳、鹰潭北、抚州东、进贤南、南昌西、高安、新余北、宜春、萍乡北、醴陵东、长沙南共21个车站，并扩建杭州、南昌西、长沙动车运用所，另建杭州北货场。

## 历史

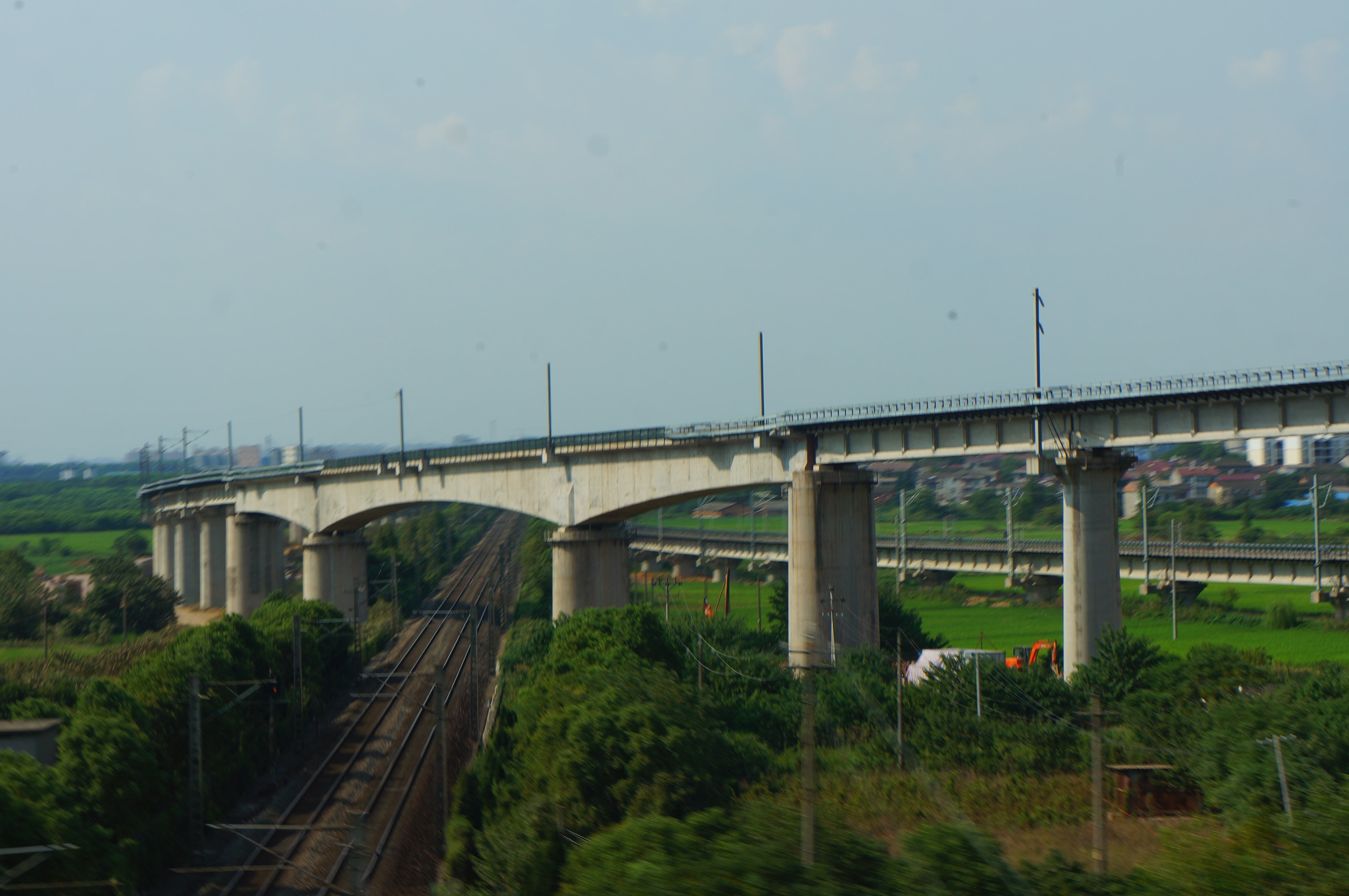
杭长客运专线和京九铁路的联络线。

### 前期准备
- 2004年，国务院审议通过的《中长期铁路网规划》中最早提出杭长客运专线。2005年6月，杭长客运专线得到国家批复，确定为由杭州经南昌至长沙。
- 2008年12月6日至7日，铁道部联合铁路沿线市县政府、中咨公司、上海铁路局、南昌铁路局、广州铁路集团、成都铁路局、昆明铁路局等单位，在长沙召开了“杭长、长昆铁路客运专线预可研审查会”，决定了杭长客运专线及长昆客运专线的走向[4]。
- 2009年5月，杭长客运专线可行性研究通过铁道部审查。同年6月1日起，勘测工作全线展开[5]。

### 开工建设
- 2013年4月22日 开始电气化施工[6]。

### 开通运营
2014年9月16日，杭长客运专线长沙-南昌间开通运营。
2014年12月10日，杭长客运专线杭州-南昌间开通运营，至此杭长段全线投入运营，首发车次为G7365（杭州东→江山）。同时开通的还有多班沪长高速动车组列车，沪昆既有线动车组列车全部停运。
从2025年7月1日起，杭长客运专线上运行的复兴号列车时速由每小时300公里提升到每小时350公里，杭州至南昌、长沙最快1小时58分和3小时12分可达，较调图之前分别缩短15分钟、23分钟。

## 车站
| 杭长客运专线 |                   |                   |        |        |        |                                                     |                                                                                       |                                                          |                  |
| 车站         | 运价里程 （公里） | 区间里程 （公里） | 所在地 | 所在地 | 所在地 | 到发线数目（含正线）                                | 连接铁路                                                                              | 城市轨道交通换乘路线                                     | 备注             |
| 杭州东站     | 0                 | ——                | 浙江省 | 杭州市 | 上城区 | 15台30线（其中沪杭长场6台12线）                     | 沪杭客运专线 宁杭客运专线 杭甬客运专线 杭黄客运专线 沪昆铁路（不互通）                | 杭州地铁1号线 杭州地铁4号线 杭州地铁6号线 杭州地铁19号线 |                  |
| 杭州南站     | 16                | 16                | 浙江省 | 杭州市 | 萧山区 | 7台21线（其中杭长场2台5线）                         | 杭甬客运专线 杭黄客运专线 沪昆铁路（不互通） 萧甬铁路（不互通）及萧萧联络线（不互通） | 杭州地铁5号线                                            | 暂未开通         |
| 诸暨站       | 66                | 50                | 浙江省 | 绍兴市 | 诸暨市 | 4台10线（其中杭长场2台5线）                         | 沪昆铁路（不互通）                                                                    |                                                          |                  |
| 义乌站       | 109               | 43                | 浙江省 | 金华市 | 义乌市 | 6台15线（其中杭长场3台7线，有一个站台与普速场共用） | 沪昆铁路（不互通）                                                                    | 金华轨道交通金义东线（建设中）                           |                  |
| 金华站       | 161               | 52                | 浙江省 | 金华市 | 婺城区 | 6台15线（其中杭长场3台7线）                         | 新金温铁路 沪昆铁路（不互通） 金温铁路（不互通） 金千铁路（不互通）                   | 金华轨道交通金义东线                                     |                  |
| 龙游站       | 210               | 49                | 浙江省 | 衢州市 | 龙游县 | 3台8线（其中高速场2台4线，有一个站台与普速场共用）  | 沪昆铁路（不互通）                                                                    |                                                          |                  |
| 衢州站       | 239               | 29                | 浙江省 | 衢州市 | 柯城区 | 5台15线（其中杭长场3台7线）                         | 沪昆铁路（不互通） 衢九铁路（不互通） 衢宁铁路（建设中）                              |                                                          |                  |
| 江山站       | 269               | 30                | 浙江省 | 衢州市 | 江山市 | 4台11线（其中高速场2台4线）                         | 沪昆铁路（不互通）                                                                    |                                                          |                  |
| 玉山南站     | 307               | 38                | 江西省 | 上饶市 | 玉山县 | 2台5线                                              |                                                                                       |                                                          |                  |
| 上饶站       | 341               | 34                | 江西省 | 上饶市 | 信州区 | 7台19线（其中杭长场3台7线）                         | 合福客运专线 沪昆铁路（不互通）                                                       |                                                          |                  |
| 弋阳站       | 401               | 60                | 江西省 | 上饶市 | 弋阳县 | 3台9线（其中杭长场2台4线）                          | 沪昆铁路（不互通）                                                                    |                                                          |                  |
| 鹰潭北站     | 442               | 41                | 江西省 | 鹰潭市 | 贵溪市 | 3台7线                                              |                                                                                       |                                                          | 位于信江新区     |
| 抚州东站     | 485               | 43                | 江西省 | 抚州市 | 东乡县 | 2台4线                                              |                                                                                       |                                                          | 与东乡站为同城站 |
| 进贤南站     | 524               | 39                | 江西省 | 南昌市 | 进贤县 | 2台4线                                              |                                                                                       |                                                          |                  |
| 南昌西站     | 582               | 58                | 江西省 | 南昌市 | 新建县 | 12台26线                                            | 昌九城际铁路 昌赣客运专线 昌福铁路                                                    | 南昌地铁2号线                                            | 位于红谷滩新区   |
| 高安站       | 629               | 47                | 江西省 | 宜春市 | 高安市 | 2台4线                                              |                                                                                       |                                                          |                  |
| 新余北站     | 709               | 80                | 江西省 | 新余市 | 渝水区 | 2台5线                                              |                                                                                       |                                                          |                  |
| 宜春站       | 758               | 49                | 江西省 | 宜春市 | 袁州区 | 4台10线（其中杭长场2台5线）                         | 沪昆铁路（不互通）                                                                    |                                                          |                  |
| 萍乡北站     | 819               | 61                | 江西省 | 萍乡市 | 上栗县 | 3台7线                                              |                                                                                       |                                                          | 位于萍乡开发区   |
| 醴陵东站     | 848               | 29                | 湖南省 | 株洲市 | 醴陵市 | 2台4线                                              |                                                                                       |                                                          |                  |
| 长沙南站     | 924               | 76                | 湖南省 | 长沙市 | 雨花区 | 13台28线                                            | 长昆客运专线 京广高速铁路                                                             | 长沙地铁2号线 长沙地铁4号线                              |                  |

## 事故

### 建设事故
2011年3月17日，位于杭州萧山区的白龙岗隧道（现称青化山隧道）出口明洞坍塌，造成2人死亡、1人轻伤。